# 青岛张村小学
36°08′21.7″N 120°28′14.2″E / 36.139361°N 120.470611°E
青岛张村小学是旧址位于中华人民共和国山东省青岛市崂山区中韩街道张村社区的一处乡村小学，其前身为1918年设立的张村公学堂，1922年改名胶澳商埠公立张村小学校，1930年改名青岛市市立张村小学校，1934年建新校舍，1949年后改现名，2008年并入张村河小学。张村小学旧址现为张村幼儿园，为山东省文物保护单位。

## 历史
1918年8月，日本占领军当局在市郊张村设立张村公学堂，学制5年。1922年12月北洋政府收回青岛主权后，改名胶澳商埠公立张村小学校。1928年，该校有职员1人，教员7人，学生284人，校址分设于郑张村、孙家下庄、张家下庄、枯桃村、牟家。1929年南京国民政府接收青岛后，改名青岛市市立张村小学校。

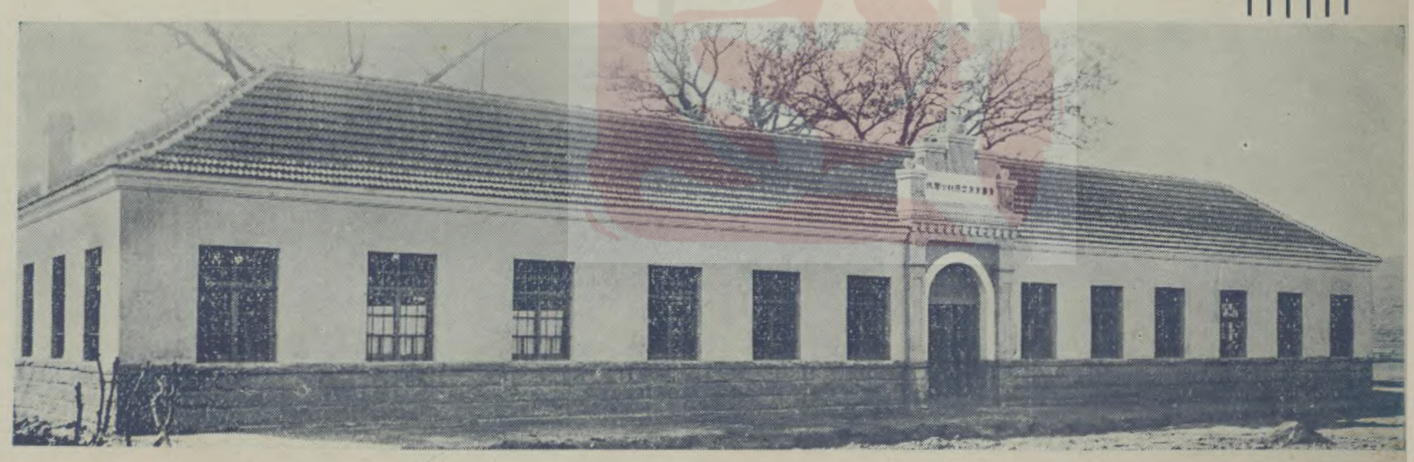
张村小学旧影

1930年代初，青岛市政府为改善辖区内教育状况，陆续新建乡区小学校舍数十处。时值张村小学旧校舍年久失修，村民筹措改建资金又涉及村内道观常在庵与村民多年的庙产土地之争。后经市政府介入调解，由常在庵捐助庙产21亩，变价2800元，其中1200元捐为李村中学建筑费用，其余为张村小学建筑费用，村民筹资1700余元，其余由市政府补助，兴建张村小学新校舍，由青岛市工务局审核设计方案，1934年建成。
1937年七七事变后各学校停课，次年陆续复课。1945年抗战结束后，张村小学曾用名张村中心国民学校，1946年6月有教师6人，高小班1个，初小班4个，学生221人。1949年有教职员9人，教学班7个，学生293人，其中男生239人，女生54人。
1949年中华人民共和国成立后，张村中心国民学校改名张村小学。其后因学生增多，校舍场地有限，部分低年级学生搬到王氏家庙、郑张村民房中上课。1965年2月16日，崂山县人民委员会决定将崂山19座有僧道人员的庙宇改造使用，常在庵划归张村小学使用。1967年，由张村出地5亩，南张村出地3亩，张村、南张、郑张、张村河南、文张5个村庄共同出资，将张村小学向东、南扩建，新建教室14间及占地3亩的操场一处。1967年至1973年，张村小学曾实行7年一贯制，改名张村学校。1970年有24个班，1200余名学生，为张村小学历史上学生人数最多的年份。
2005年，崂山区人民政府、中韩街道办事处及张村、南张等9个社区共同投资3000万元在张村河南岸新建张村河小学，由张村小学、张家下庄小学、孙刘小学和枯桃小学合并而成，2008年2月投入使用。张村小学旧址使用至2005年，2013年改为崂山区中韩街道张村幼儿园址至今。
2005年12月19日，张村小学校址列入第二批崂山区文物保护单位。2008年11月21日，张村小学旧址列入第八批青岛市文物保护单位。2015年6月23日，张村小学旧址列入第五批山东省文物保护单位。

## 建筑特色
张村小学旧址占地10亩，呈合院式布局，校门朝东，门上起“山”字形山墙，院内东侧设木制檐廊。有教室25间，办公室12间。校门内墙上嵌有1934年7月所立《张村小学碑记》，张村小学旧址因此为青岛现存1930年代初所建乡区小学校舍中唯一留下碑记者。
校园内现有一株古银杏树，树龄约800年，为国家一级古树，编号01065。

## 图集
- 张村小学旧影
- 张村小学旧址，左侧灰瓦庙宇为常在庵，2022年2月
- 张村小学近景，2023年6月
- 张村小学碑记